# Miyazaki Ladies Open
Het Miyazaki Ladies Open was een eenmalig golftoernooi in Japan, dat deel uitmaakte van de Ladies Asian Golf Tour. Het vond van 23 tot 25 februari 2012 plaats op de Miyazaki Lake Side Golf Club in Miyazaki.
Het werd gespeeld in drie ronden (54-holes) en na de tweede ronde werd de cut toegepast.

## Winnaressen
| Jaar | Winnares    | Score | Score | Info                 |
| ---- | ----------- | ----- | ----- | -------------------- |
| 2012 | Mami Fukuda | 139   | –5    | 36-holes (regenweer) |